# Finsbury
Finsbury – dzielnica Londynu leżąca w gminie London Borough of Islington. W 1961 liczyła 32887 mieszkańców.